# The Day of the Locust
The Day of the Locust (Brasil: O Dia do Gafanhoto / Portugal: O Dia dos Gafanhotos) é um filme norte-americano de 1975, do gênero drama, dirigido por John Schlesinger  e estrelado por Donald Sutherland e Karen Black.